# Band Beach
Band Beach var kodenavnet for en kyststrækning i Normandiet, hvor det var meningen, at der skulle landsættes allierede styrker på D-dag. 
Band Beach lå øst for Sword Beach og var underopdelt i afsnittene Able, Baker, Charlie og Dog. Men  ingen gik i land på Band Beach. Bag stranden blev den 6. luftbårne britiske division landsat under ledelse af generalmajor Richard Gale. 
Ca. 4,5 km fra kysten lå den befæstede tyske radiomålestilling Distelfink ved Douvres-la-Délivrande. Det var bemandet med 8. kompagni fra 53. Luftnachrichtenregiment under premierløjtnant Kurt Egle. På D-dag blev stillingen beskudt fra luften. I de næste dage ødelagde det britiske artilleri næsten alt radioudstyr, men briterne kunne ikke indtage selve stillingen. Først indsættelsen af 70-80 kampvogne fra 79. britiske panserdivision den 17. juni 1944 førte til, at besætningen kl. 17.34 afsendte den sidste meddelelse over radioen og kapitulerede.  